# NGC 1981
NGC 1981 (również OCL 525) – gromada otwarta znajdująca się w gwiazdozbiorze Oriona. Stanowi północną część asteryzmu zwanego Mieczem Oriona. Należy do Pasa Goulda. Została odkryta 4 stycznia 1827 roku przez Johna Herschela. Jest położona w odległości ok. 1,2 tys. lat świetlnych od Słońca. Jej wiek szacuje się na ok. 5 milionów lat.